# Michael Morpurgo
Sir Michael Reggie Morpurgo OBE (St Albans vagy London, 1943. október 5. –) angol könyvszerző, költő, drámaíró és librettista, aki leginkább gyermekregényeiről, például a Hadak útján (War Horse, 1982) című regényéről ismert. Műveit a "mágikus történetmesélésről", visszatérő témáiról, mint például a kívülálló diadaláról vagy a túlélésről, a szereplők természethez fűződő kapcsolatáról, valamint az olyan szemléletes helyszínekről, mint a cornwalli tengerpart vagy az első világháború. 2003 és 2005 között Morpurgo volt a harmadik gyermekdíjas, és jelenleg ő a BookTrust jótékonysági szervezetének elnöke is.

## Fiatalkora
Morpurgo 1943-ban született a hertfordshire-i St Albansban, Michael Andrew Bridge néven, Tony Van Bridge színész és Kippe Cammaerts színésznő (született Catherine Noel Kippe Cammaerts, Émile Cammaerts író és költő lánya) második gyermekeként. 1938-ban szülei a RADA-n végzett színészként találkoztak, amikor ugyanabban a repertoártársulatban játszottak. Apja munkáscsaládból származott, míg anyja színész, operaénekes, író és költő családból. 1941-ben házasodtak össze, miközben Van Bridge – akit 1939-ben hívtak be, és ekkor már Skóciában állomásozott – szabadságon volt a hadseregtől. 1942-ben született Morpurgo testvére, Pieter. Amikor Morpurgo a következő évben megszületett, apja Bagdadban állomásozott. Amíg Van Bridge a háborúban volt, Kippe Cammaerts találkozott Jack Morpurgóval (aki később 1969-től 1982-ig a Leeds-i Egyetem amerikai irodalom professzora volt). Amikor Van Bridge 1946-ban visszatért Angliába, ő és Cammaerts elváltak, Cammaerts pedig még ugyanabban az évben feleségül ment Jack Morpurgóhoz. Bár hivatalosan nem fogadták örökbe őket, Morpurgo és testvére felvették mostohaapjuk nevét. Morpurgo idősebb testvére, Pieter Morpurgo később a BBC televíziós producere és rendezője lett. Két fiatalabb testvére van, Mark és Kay. Morpurgo édesanyja gyengélkedő volt, 19 éves korában idegösszeomlást szenvedett, és élete végéig gyászolta az 1941-ben a háborúban elesett bátyja, Pieter elvesztését. Élete vége felé alkoholista és drogfüggő volt.
Őt és testvérét egészen kicsi korukban Northumberlandbe evakuálták. Miután visszatértek Londonba, a család az Earl's Court-i Philbeach Gardensben lakott, ahol a gyerekek a közeli bombatelepeken játszottak. Morpurgo az Earl's Court-i St Matthias általános iskolába járt. A család később az Essex-i Bradwell-on-Sea-ba költözött, ahol Morpurgo az iskolai szünetekben lakott, miután hétéves korában internátusba küldték Sussexbe. Az iskola nagyon szigorú volt, és a fiúkat gyakran verték. Ebben az időszakban Morpurgo dadogni kezdett. Az internátusban szerzett szerencsétlen tapasztalatai később A lepkeoroszlán (The Butterfly Lion) című regényét is befolyásolták. Az Ashurst Wood-i The Abbey Schoolban töltött hat év után a King's Schoolba, egy független magániskolába ment a kenti Canterburyben, ahol kevésbé volt honvágya, mint az előző iskolában.
Csak 19 éves korában tudta meg, hogy ki a biológiai apja. Michael anyjától való válása után Van Bridge Kanadába emigrált, és soha nem beszéltek róla. Morpurgo soha nem látott képet az apjáról, egészen addig, amíg édesanyjával a Great Expectations 1962-es CBC-s változatát nézte a tévében, amikor felismerte Van Bridge-et Magwitch szerepében, és azt mondta Michaelnek: "Ez az apád!" Kilenc évvel később személyesen is találkoztak.
Morpurgo mostohaapja nem volt bátorító a fiaival szemben, és csalódott volt, hogy nem feleltek meg az elvárásainak, hogy olyan akadémiai pályára lépjenek, mint ő. Michaelt "egy medvének nevezte, nagyon kevés aggyal." Mostohaapja úgy döntött, hogy be kell lépnie a hadseregbe, és Morpurgo a Sandhursti Királyi Katonai Akadémiára járt. Hamar rájött, hogy a katonaélet nem neki való, és kilenc hónap után kilépett.
Morpurgo később a londoni King's College-ban tanult angol, francia és filozófia szakon, és harmadosztályú diplomát szerzett. Ezután a tanári pályára lépett, a kenti Canterburyben lévő Wickhambreaux Általános Iskolában kapott állást. 1968-ban rövid ideig a cambridge-i St. Faith's Schoolban is tanított.

## A tanítástól a regényírásig
Morpurgo csak akkor fedezte fel élethivatását, amikor Kentben tanított, amiről később így nyilatkozott: "Láttam, hogy varázslat van benne számukra, és rájöttem, hogy varázslat van benne számomra.".
Morpurgo írói pályafutását Ted Hughes Poetry in the Making, Paul Gallico The Snow Goose (A hólúd) és Ernest Hemingway Az öreg halász és a tenger (regény)|The Old Man and the Sea]] című műve inspirálta, Hughes és egy másik költő, Seán Rafferty, Hughes barátja, mentora és szomszédja szintén nagy hatással volt pályájára. Morpurgo Hughesnak és Rafferty-nek tulajdonítja, hogy ők adtak neki önbizalmat, hogy megírja a War Horse-t, eddigi legsikeresebb művét.

## Művei
- All Around the Year (with Ted Hughes) (1979)
- The Nine Lives of Montezuma (1980)
- War Horse (1982)
- Little Foxes (1984)
- Why the Whales Came (1985)
- King of The Cloud Forests (1987)
- Mossop's Last Chance (with Shoo Rayner(wd)) (1988)
- Waiting for Anya (1990)
- The Wreck of the Zanzibar (1995)
- The Butterfly Lion (1996)
- Farm Boy (1999)
- Kensuke's Kingdom (1999)
- Billy the Kid  (2000)
- Sleeping Sword (2002)[32]
- Private Peaceful (2003)
- Sir Gawain and the Green Knight (2004)[33]
- The Orchard Book of Aesop's Fables (2004), illustrated by Emma Chichester Clark(wd)[34]
- War: Stories of Conflict (compiler) (2005)[35]
- Alone on a Wide, Wide Sea (2006)
- Beowulf (2006), illustrated by Michael Foreman
- Running Wild (2009)[36]
- The Kites Are Flying! (2009)[37]
- Not Bad for a Bad Lad (2010)[38]
- Shadow (2010)[39]
- Little Manfred (2011)[40]
- The Pied Piper of Hamelin (2011)[41]
- Sparrow: The True Story of Joan of Arc (2012)[42]
- Outlaw: The Story of Robin Hood (2012)[43]
- Homecoming (2012)[44]
- Where My Wellies Take Me (with Clare Morpurgo) (2012)[45]
- A Medal For Leroy (2012)[46]
- Beauty and the Beast (2013)[46]
- The Castle in the Field – Little Gems (2013)[47]
- Pinocchio By Pinocchio (2013)[46]
- The Goose is Getting Fat (2013)[48]
- All I Said Was (2014)[49]
- Half a Man (2014)[50]
- Listen to the Moon (2014)[51]
- Mini Kid (2014)[52]
- Such Stuff: A Story-Maker's Inspiration (2016)[53]
- The Fox and the Ghost King (The Timeless Tale of an Impossible Dream) (2016)[54]
- An Eagle in the Snow (2016)[55]
- Greatest Magical Stories (2017)[56]
- Lucky Button (2017)[57]
- Toto: The Dog-gone Amazing Story of the Wizard of Oz (2017)[58]
- Flamingo Boy (2018)[59]
- In The Mouth of the Wolf (2018)[60]
- The Day the World Stopped Turning (2019)[61]
- Grandpa Christmas (2020)[62]
- A Song of Gladness (2021)[63]
- The Puffin Keeper (2021)[64]
- When Fishes Flew: The Story of Elena's War (2021)[65]
- Carnival of the Animals (2021)[66]
- Flying Scotsman and the Best Birthday Ever (2022)[67]

### Magyarul
- Kensuke királysága (Kensuke's Kingdom) – Egmont-Hungary, Budapest, 2001 · ISBN 9636276390 · fordította: Nagyfejeő Rita · Illusztrálta: Michael Foreman(wd)
- Peaceful közlegény (Private Peaceful) – Móra, Budapest, 2005 · ISBN 9631180158 · fordította: Nagy Nóra
- A lepkeoroszlán (The Butterfly Lion) – Könyvmolyképző, Szeged, 2008 · ISBN 9789632450209 · fordította: Rakovszky Zsuzsa · Illusztrálta: Falcione Sarolta
- Hadak útján (War Horse) – Cartaphilus, Budapest, 2012 · ISBN 9789632662381 · fordította: Lázár Júlia
- Flamingó fiú (Flamingo Boy) – Maxim, Szeged, 2018 · ISBN 9789632619781 · fordította: Ipacs Tibor

### Adaptációk
A Szelíd óriást (Gentle Giant) Stephen McNeff zeneszerző és Mike Kenny szövegíró 2006-ban mutatta be operaként a Royal Opera House-ban. Filmváltozatok készültek a Friend or Foe (1981), a Private Peaceful (2012) és a When the Whales Came (1989) címűekből, ez utóbbiból színpadi adaptáció is készült. A My Friend Walter (1988), a Purple Penguins (2000) és az Out of the Ashes-ből (2001) televíziós adaptációkat is készítettek.
Stephen Barlow zeneszerző megalkotta a Rainbow Bear musical-adaptációját, amelynek narrátora felesége, Joanna Lumley. Ezt később balettként mutatta be Nagy-Britannia Nemzeti Ifjúsági Balettje 2010 augusztusában.
A War Horse-t rádióadásként és színpadi műként is feldolgozta Nick Stafford, a londoni National Theatre-ben 2007. október 17-én volt a premierje. A lovakat a dél-afrikai Handspring Puppet Company által tervezett és épített életnagyságú lóbábok játszották. A darab 2007-ben két Olivier-díjat nyert. Eredetileg 16 hétre tervezték, de a nagy érdeklődésre való tekintettel 2009. március 28-án a West Endre, a New London Theatre-be került át. Nyolc év után bezárt a West Enden, miután akkoriban már 2,7 millióan látták Londonban és 7 millióan világszerte. A National Theatre eddigi legsikeresebb produkciója volt.
2011. március 15-én mutatták be a Broadwayn a Vivian Beaumont Színházban. A darab Broadway-produkciója öt Tony-díjat nyert, köztük a legjobb színdarabnak járó díjat. A darab többször is turnézott az Egyesült Királyságban, és Ausztráliában, Kanadában, Kínában, Németországban és Hollandiában is színre vitték, az Egyesült Királyságon kívül hétmillióan látták.
2011-ben a War Horse-t Lee Hall és Richard Curtis adaptálta brit filmként Steven Spielberg rendezésében. A filmet számos díjra jelölték, köztük hat Oscar-díjra és öt BAFTA-díjra.
A Waiting for Anya-t adaptálták a 2020-ban megjelent azonos című filmként.

### Fogadtatás és befolyás
Morpurgo 30 könyve szerepel a HarperCollins listáján, és több mint 35 millió könyvet adott el világszerte.
A Reading Matters weboldal Morpurgo 1999-es Kensuke's Kingdom-ját "Csendesen, de rengeteg drámával és érzelemmel elmesélt történetnek" nevezi.
A The Guardian "humanizáló és humánus műként" jellemzi a 2003-as, idősebb gyerekeknek szóló regényét, a Private Peaceful-t (Békés magánélet).

### Gyermek-díjas
Morpurgo és Hughes, az akkori Poet Laureate, kezdeményezte a Children's Laureate szerepkör ötletét. Morpurgo lett a harmadik személy, aki a kétéves pozíciót betöltötte, 2003-tól 2005-ig.

## Irodalmi díjak és kitüntetések
Jelölt
- 1991 Carnegie Medal: Waiting for Anya
- 1995 Carnegie Medal: Arthur, High King of Britain
- 1996 Carnegie Medal: The Wreck of the Zanzibar
- 2002 W. H. Smith-díj a gyermekirodalomért: Out of the Ashes
- 2003 Blue Peter Book Award: A könyv, amit nem tudtam letenni: Cool!
- 2003 Carnegie Medal: Private Peaceful
- 2004 Whitbread Children's Book Award: Private Peaceful
- 2012 Bippo award for books
- 2010 Deutscher Jugendliteraturpreis (német ifjúsági irodalmi díj): Warten auf Anya
- 2014 Costa gyermekkönyv-díj: Listen to the Moon

Díjazott
- 1993 Prix Sorcières (Franciaország): King of the Cloud Forests
- 1995 Whitbread Gyermekkönyv-díj: The Wreck of the Zanzibar
- 1996 Nestlé Smarties Book Prize (Gold Award): The Butterfly Lion
- 1999 Prix Sorcières (Franciaország): Wombat Goes Walkabout
- 2000 Red House Gyermekkönyv-díj: Kensuke's Kingdom[87]
- 2001 Prix Sorcières (Franciaország): Kensuke's Kingdom
- 2002 Nestlé Smarties Book Prize (Bronz díj): The Last Wolf
- 2004 Red House Gyermekkönyv-díj: Private Peaceful[87]
- 2005 Blue Peter Book of the Year Award (Az év könyve díj): Private Peaceful
- 2005 Hampshire Book Award: Private Peaceful
- 2008 California Young Reader Medal: Private Peaceful[88]
- 2011 Red House Children's Book Award: Shadow[87]
- 2017 Red House Children's Book Award: An Eagle in the Snow[[87]
- 2021 Chen Bochui gyermekirodalmi díj (Kína) - legjobb szerző

## Magánélete
Morpurgo 19 évesen, 1963-ban vette feleségül Clare Lane-t, Sir Allen Lane, a Penguin Books alapítójának legidősebb lányát. Az előző évben egy korfui nyaraláson ismerkedtek meg Morpurgo mostohaapja révén, aki akkoriban a Penguin szerkesztője volt. Lane terhes volt az első gyermekükkel, és Morpurgo úgy emlegette, hogy ez egy puskás esküvő volt. Három gyermeküket mind Shakespeare karaktereiről nevezték el.
Morpurgónál 2017-ben gégerákot diagnosztizáltak és sugárterápiát kapott, azóta felépült.

## Farmok a városi gyermekek számára
1976-ban Morpurgo és felesége, Clare megalapította a Farmok a városi gyerekekért jótékonysági szervezetet, amelynek elsődleges célja, hogy a belvárosi gyerekek vidéki tapasztalatokat szerezzenek. A program keretében a gyerekek egy hetet töltenek egy vidéki farmon, amelynek során céltudatos mezőgazdasági munkában vesznek részt. A jótékonysági szervezet első elnöke a házaspár közeli barátja és szomszédja, Ted Hughes volt.
A programban megalapítása óta mintegy 85 000 gyermek vett részt, és a jótékonysági szervezetnek ma már három farmja van Walesben, Devonban és Gloucestershire-ben. Morpurgo a jótékonysági szervezetet élete legnagyobb eredményének nevezte.

## Politikai nézetek
Egy 2014. januári cikkében Morpurgo kijelentette, hogy "az első világháború centenáriumának kezdetén tisztelegnünk kell azok előtt, akik meghaltak, természetesen és hálásan, de soha nem szabad dicsőítenünk... Jöjjön el minden novemberben a következő négy évben, viseljük együtt a vörös és a fehér pipacsot, hogy tisztelegjünk azok előtt, akik meghaltak, hogy megőrizzük hitünket velük, hogy olyan hellyé tegyük ezt a világot, ahol a szabadság és a béke együtt uralkodhat."
2014 augusztusában Morpurgo egyike volt annak a 200 közéleti személyiségnek, akik aláírták a The Guardian című lapnak írt levelet, amelyben a skót függetlenséget ellenezték a szeptemberi népszavazás előtt.
A 2015-ös parlamenti választások előtt egyike volt azon hírességek közül, akik támogatták a Zöld Párt színeiben induló Caroline Lucas parlamenti jelöltségét.
2016-ban megosztónak és "meglehetősen mélyen ostobának" ítélte a kormánynak a nyelviskolák kiterjesztésére vonatkozó terveit.
Az Egyesült Királyság 2016-os európai uniós tagságáról szóló népszavazás előtt Morpurgo a BBC-nek adott interjúban kifejezte támogatását az Európai Unió mellett, és ezt megerősítette a BBC Radio 4 tízperces "Point of View" című műsorában 2018. augusztus 5-én.

## Kitüntetések és kinevezések
Morpurgo és felesége, Clare az 1999-es születésnapi kitüntetésen mindketten a Brit Birodalom Rendjének tagjává (MBE) nevezték ki a fiatalok érdekében tett szolgálataiért. A 2006-os születésnapi kitüntetéseken az irodalomért tett szolgálataiért a Brit Birodalom Rendjének tisztjévé (Officer of the Order of the British Empire, OBE) léptették elő, a 2018-as újévi kitüntetéseken pedig az irodalomért és a jótékonyságért tett szolgálataiért lovaggá ütötték.
2012-ben a Suffolki Egyetem tiszteletbeli diplomáját kapta.
2013. július 17-én a Bishop Grosseteste Egyetem tiszteletbeli doktori címet kapott. 2017. július 12-én a Newcastle-i Egyetem díszdoktori címet (D.Litt.) adományozott neki.
Morpurgót 2015. április 10-én Devon tartomány helyettes hadnagyává nevezték ki.
Morpurgo a BookTrust, az Egyesült Királyság legnagyobb gyermekolvasással foglalkozó jótékonysági szervezetének elnöke is.

## Rádió- és televíziós adások
- The Invention of Childhood (2006) (Hugh Cunninghammel), BBC Radio 4(wd) [109]
- Set Our Children Free, Szabadítsuk fel gyermekeinket: a 2011-es Richard Dimbleby-előadás. BBC One, 2011. február 15.[110]
- "Alone on a Wide, Wide Sea", Egyedül a széles, széles tengeren: BBC Radio 2(wd), 2017. augusztus 7-10.

## Életrajzok
- Carey, Joanna (1999). Interview with Michael Morpurgo. ISBN 978-0-7497-3866-2
- Fergusson, Maggie (2012). Michael Morpurgo: War Child to War Horse. ISBN 9780007387267
- Fox, Geoff (2004). Dear Mr Morpingo: Inside the World of Michael Morpurgo. ISBN 978-1-84046-607-2
- McCarthy, Shaun (2005). Michael Morpurgo. ISBN 978-0-431-17995-7

## További irodalom
- Morpurgo, Michael et al. La Revue Des Livres Pour Enfants 250. szám, 2009. december: "Michael Morpurgo" pp 79–124. (franciául)
- Franks, Alan (2007. szeptember 22.). "Courses for horses". The Times. Retrieved 23 September 2007.

## Fordítás
- Ez a szócikk részben vagy egészben  a   Michael Morpurgo című angol Wikipédia-szócikk fordításán alapul.  Az eredeti cikk szerkesztőit annak laptörténete sorolja fel. Ez a jelzés csupán a megfogalmazás eredetét és a szerzői jogokat jelzi, nem szolgál a cikkben szereplő információk forrásmegjelöléseként.